# Ryan Drummond
Ryan Drummond (10 gennaio 1973) è un attore, comico, cantante e clown statunitense.

## Biografia
È meglio conosciuto come prima voce inglese del personaggio videoludico Sonic the Hedgehog nell'omonima serie di videogiochi Sega, che ha interpretato da travestito in un'apparizione al The Rosie O'Donnell Show (S4E69).
Quando nel 2004 quando Sega of Japan ingaggiò segretamente i doppiatori per l'anime Sonic X la 4Kids non offrì alcuna possibilità al cast videoludico di traslocare a New York e partecipare ai provini, nonostante Drummond avesse dichiarato di essere disposto a trasferirsi a di tasca propria. Tutto ciò non fu mai annunciato pubblicamente da Sega, bensì da un'email scritta da Drummond ai fan. Poiché il cast della ̩Kids fu riconfermato per i videogiochi successivi, il ruolo del riccio blu passò a Jason Griffith. Nel 2005 partecipò al funerale del collega Deem Bristow e in sua memoria invitò i fan a giocare ai titoli a cui Bristow aveva lavorato.
Durante lo sviluppo di Sonic Generations i doppiatori americani furono nuovamente rimpiazzati e a Drummond fu offerta la possibilità di partecipare ai provini e riprendersi il ruolo di Sonic; inizialmente Sega accettò, ma dichiarò che Drummond avrebbe dovuto "lasciare il suo sindacato e fare ogni tipo di lavoro senza compensazioni", così Drummond rifiutò l'offerta.

## Filmografia

### Cinema
- Ragazze nel pallone (2000)
- Based on a True Story (2008)

### Televisione
- Baywatch (1996; ep. 7x20)
- Due ragazzi e una ragazza (1998; ep. 2x5)
- The Chronicle (2001; ep. 1x2)
- Invisible Man (2001; 2 episodi)
- Veronica Mars (2004; ep. 1x5)
- Point Pleasant (2005; ep. 1x10)
- Trauma (2009; 1x2)
- Dual Suspects (2011; 1x13)

## Discografia

### Album
- S.C.R.A.M., 1994, The A.Y.U. Quartet - Harmony & Lead Vocals
- Atomic Young Ultrasonics, 1996, The A.Y.U. Quartet - Harmony & Lead Vocals
- Acappella Yuletide Uproar, 2010, The A.Y.U. Quartet - Harmony & Lead Vocal